# 일반화 선형 모형
일반화 선형 모형(一般化線型模型, 영어: general linear model) 또는 다변수 선형 모형(多變數線型模型,영어: multivariate linear regression)은 통계적 모형이다.
일반적으로, 일반화 선형 모형은 아래와 같이 수식화된다.
{\displaystyle \mathbf {Y} =\mathbf {X} \mathbf {B} +\mathbf {U} ,}
위에서 Y는 측정할 여러 변수의 행렬을 의미하며, X는 계획 행렬(Design matrix)를 의미한다. B는 추측값을 의미하며, U는 교정값이다.

## 설명
선형 모형 상에서 하나 이상의 변수를 대상으로 일반화된 모형을 구축하는 것이다. 즉, 선형 회귀의 일반화이다.

## 참고 문헌
1. ↑  K. V. Mardia, J. T. Kent and J. M. Bibby (1979). 《Multivariate Analysis》. Academic Press. ISBN 0-12-471252-5.